# Metro de París
El metro de París es una red de ferrocarril metropolitano que da servicio a la ciudad francesa de París y a algunas comunas limítrofes. Es uno de los símbolos de la ciudad, influenciado en sus inicios por el art-nouveau, y presenta una gran densidad de estaciones y líneas dentro de la ciudad que contrasta con el pequeño número de estaciones que se distribuyen por el área metropolitana.
El primer tramo se acabó de construir el 19 de julio de 1900, lo que lo convierte en la sexta red de metro más antigua del mundo, solo por detrás de Chicago, Boston, Glasgow, Budapest y Londres.
En 1998 se inauguró la línea 14, la primera construida dentro del término municipal desde 1935. Se trata de un metro que funciona sin conductor y cuyos trenes (de 90 m de largo y seis coches intercomunicados) están bajo el control de doce cámaras. Esta línea ha costado casi el doble de lo que cuesta una convencional. Sin embargo, su coste de explotación es menor y garantizá unas frecuencias inaccesibles a los otros convoyes.
De las 303 estaciones de la red, 24 se encuentran en superficie, en 43 paran dos líneas, en 11 paran tres de ellas y en 5 paran cuatro o más. Dada la creciente población y la saturación de la red, se están construyendo nuevas líneas y estaciones para satisfacer la demanda. Además, se está procediendo a la renovación de los trenes, algunos de principios de los años 1980, como los de la línea 13.

## Historia

### Antecedentes
Hacia 1845, el ayuntamiento de París decidió la construcción de una línea subterránea de tren para el transporte de mercancías, entrelazando las diferentes estaciones de la ciudad, que por entonces eran Nord, Est, Bastille, Lyon, Orléans, Enfer, Montparnasse, Invalides y Saint-Lazare. Después de las elecciones de 1871, se prevé la construcción de un tren de cercanías, para todo el departamento de Seine, actualmente la "petite couronne" de Île-de-France. Dos posturas enfrentadas se generaron entonces: la parisina, más parecida a un metro, y la estatal, más parecida a unas cercanías. Por ello, entre 1856 y 1890, varios proyectos se realizaron, sin que ninguno llegase a ver la luz, entre los que se encuentran en metro acuático de Girard o algo parecido al metro de Chicago, aéreo.

### Desde sus inicios hasta el fin de la Segunda Guerra Mundial

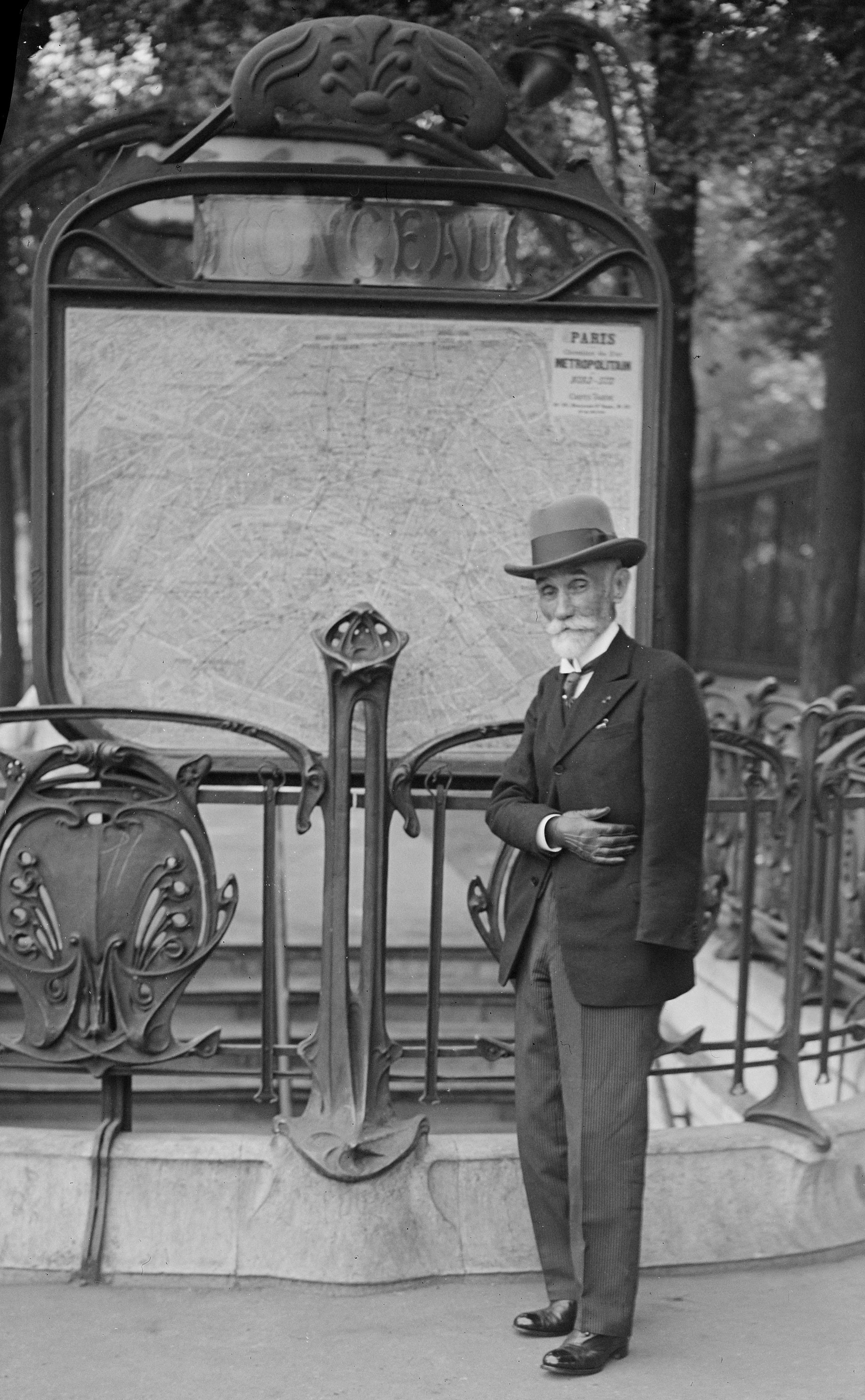
Fulgence Bienvenüe, «padre» del metro de París.

Finalmente el hartazgo de la opinión pública, sumado a otros factores como la creación de dichas redes en Nueva York o Londres y el cambio de posiciones políticas, permitieron la construcción de una línea de metro. Además, el hecho de que la Exposición Universal de París de 1900 y los Juegos Olímpicos de París 1900 estuviesen cerca hizo que se tomase una decisión en firme. Por ello, el 20 de abril de 1896, se adoptó el proyecto de Fulgence Bienvenüe, a quien se dedicó posteriormente la estación Montparnasse-Bienvenüe. El 4 de octubre de ese mismo año empezaron las obras de construcción de la primera línea.
El proyecto inicial consistió en una línea circular Nation-Étoile-Nation y dos líneas transversales, de norte a sur (Porte de Clignancourt-Porte d'Orleans) y Este-Oeste (avenida Gambetta-Porte Maillot).
La primera línea (Porte de Vincennes-Porte Maillot) abrió al público 19 de julio de 1900 para dar servicio a los Juegos Olímpicos de París 1900, que tuvieron lugar en el Bois de Vincennes. Estaba previsto que abriese antes de la Exposición Universal de París de 1900, que comenzó el 14 de abril de ese mismo año, aunque no fue posible. Las entradas de las estaciones, estilo art-nouveau, fueron diseñadas por Hector Guimard.
Para la construcción de los túneles, se emplearon tres técnicas diferentes:
- para las partes poco profundas, se empleó la construcción a cielo abierto, estilo falso túnel, en las que fue necesario cortar varias calles
- para las partes más profundas, se emplearon las técnicas de minería existentes en la época
- se emplearon mallas o escudos para contener la tierra, pero fueron poco eficaces por la heterogeneidad del suelo de París.

La línea se inauguró de una forma más bien discreta, dado que la empresa a cargo del metro, la Compagnie du Chemin de Fer Métropolitain de Paris, quería realizar un crecimiento progresivo. La apertura provocó gran satisfacción entre los habitantes, dado que el nuevo medio de transporte permitía ganar mucho tiempo en mejores condiciones de viaje que los anteriormente disponibles. Esto provocó el aumento, no previsto, de trenes y frecuencias: los trenes pasaron de 3 a 8 coches. Además, por entonces había dos clases, la primera y la segunda, fijadas a 25 y 15 céntimos respectivamente.
Pero pronto se revelaron ineficientes los coches de ejes a baja potencia, dado que se alcanzó su máximo en cuanto a frecuencia, aunque la demanda seguía aumentando, y eran muy vulnerables a los accidentes, tal y como sucedió el 10 de agosto de 1903 entre las estaciones Couronnes y Ménilmontant, cuando un gran incendio calcinó los coches de madera y mató a más de 80 personas, al estos no encontrar la salida. Eso provocó la señalización de las salidas de emergencia, tal y como se hace en la actualidad, así como la utilización de los coches de boje. Tras este desastre se introdujeron en un primer momento los trenes con cabinas metálicas para finalmente introducir, en 1906, vehículos totalmente metálicos. Ello no impidió que en 1930, una colisión en la Porte de Versailles provocase dos víctimas mortales.
El 31 de enero de 1904 se encomendó a otra empresa, la Société du Chemin de Fer Électrique Souterrain Nord-Sud de Paris, la unión Norte-Sur de la ciudad, con una línea entre las estaciones Notre-Dame-de-Lorette y de Porte de Versailles. La apertura del mismo, el 4 de noviembre de 1910 se retrasaría por la inundación del Sena, en enero de 1910.
Ya en 1913, la red tenía 10 líneas: 8 de CMP y 2 de Nord-Sud. Ese mismo año, se registraron 467 000 000 de viajes. En el periodo de entreguerras, se crearon las líneas 9, 10 y 11. Además, en 1929, CMP absorbió las dos líneas de Nord-Sud, renombrándose algunas estaciones que tenían nombres idénticos, como Vaugirard, presente en la actual estación Vaugirard de la línea 12 y la de Saint-Placide, de la línea 4.

Trabajadores construyendo a cielo abierto una sección de la línea 1 en la rue de Rivoli.

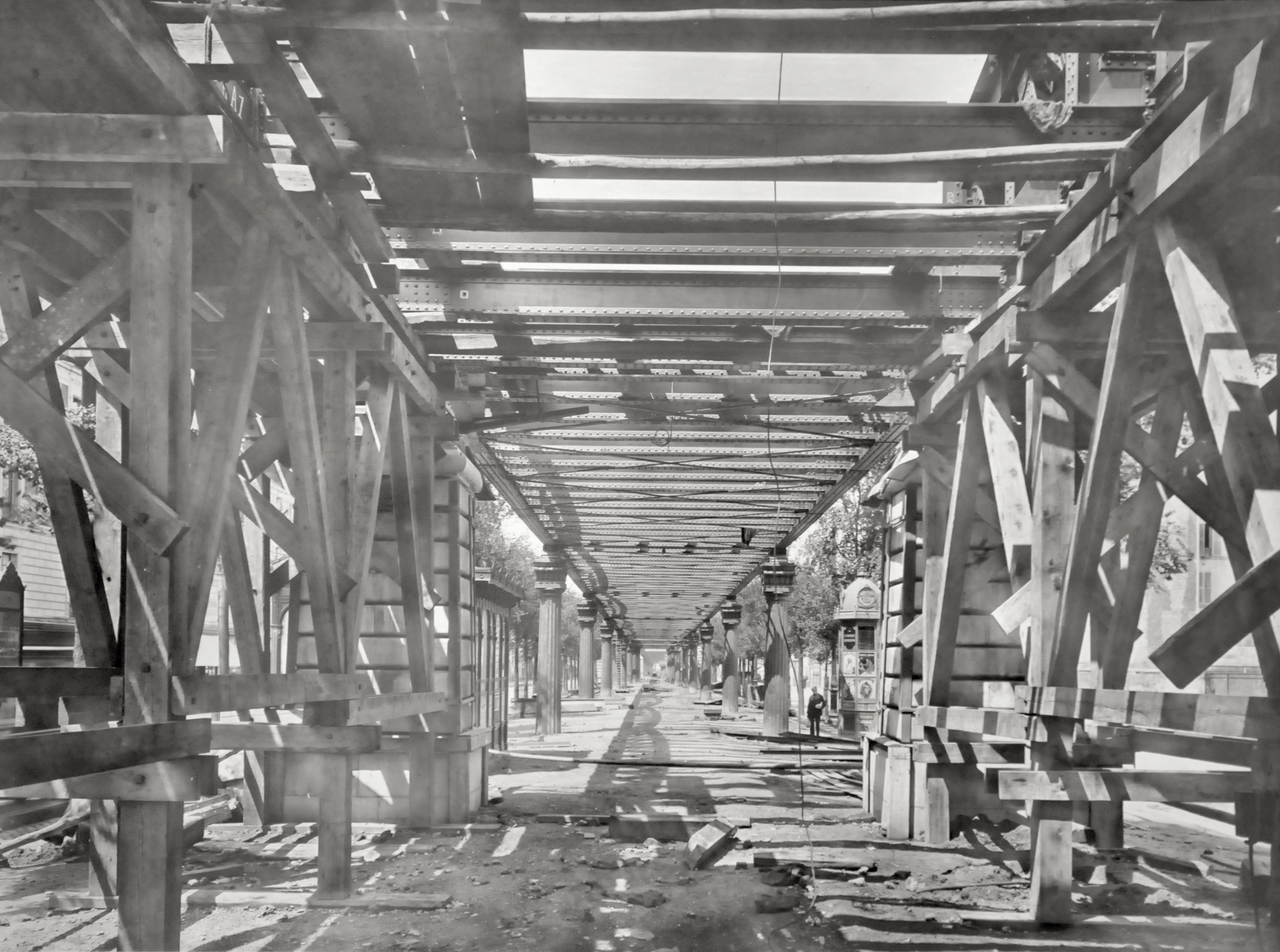
Tramo del metro aéreo de la línea 2 en construcción.

Se modificó el trazado de varias líneas para que su transversalidad fuese más coherente. En 1929, la Prefectura del Sena decide la extensión mediante 15 ejes del metro en la "petite couronne", dado que su población es casi igual a la de la propia París. Así se amplían las líneas:
- Línea 1 hacia Château de Vincennes (1934) y Pont de Neuilly (1937)
- Línea 3 hacia Pont de Levallois-Bécon (1937)
- Línea 7 hacia Pont-Marie (1926) y Sully-Morland (1930)
- Línea 8 hacia Richelieu-Drouot (1928) y Porte de Charenton (1931)
- Línea 9 hacia Richelieu-Drouot (1928), Porte de Montreuil (1933), Pont de Sèvres (1934) y Mairie de Montreuil (1937)
- Línea 10 hacia Porte de Choisy (1930), Jussieu (1931) y Gare d'Austerlitz (1939)
- Línea 11 hacia Mairie des Lilas (1937)
- Línea 12 hacia Mairie d'Issy (1934)

Además, varios tramos cambiaron de línea:
- el tramo La Motte-Piquet-Grenelle ↔ Porte d'Auteuil pasó de la línea 8 a la 10 en 1937
- el tramo Place Monge ↔ Porte de Choisy pasó de la línea 10 a la 7 en 1931

Existía también una línea más, la línea 14, que fue integrada a la línea 13 en 1976.
Tras la entrada en la Segunda Guerra Mundial en septiembre de 1939, las líneas 2 y 6, aéreas en alguno de sus tramos, paralizan su actividad junto con las líneas 11 y 14. El tráfico de estas líneas aumentó gradualmente durante la guerra de broma, paralizándose en seco tras la ofensiva alemana de 1940. Dos meses después de la ocupación nazi, todas las líneas operan a pleno rendimiento, marcando récords de pasajeros. Esto se debe a la falta de autobuses y la paralización del vehículo privado. Además, se prolongaron algunas líneas, como la 5 hacia Église de Pantin y la 8 hacia Charenton-Écoles.
Por otro lado, el 1 de enero de 1942, la CMP se fusiona con la Société des Transports en Commun de la Région Parisienne, STCRP, creando las bases de la futura RATP. Ese mismo año se restringió el acceso a los judíos al último vagón de cada tren y las estaciones más profundas, como Abesses, se habilitaron como refugios antiaéreos. En 1944, varias estaciones cerraron y los domingos se suspendió el servicio, para ahorrar energía. Entre el 20 y el 21 de abril de 1944, varios bombardeos dañaron el depósito de La Chapelle. Además, los nazis paralizaron la 11, la más profunda, para transformarla en una fábrica de armamento. Finalmente, la huelga general de la insurrección parisina paralizó el metro hasta la liberación.
Como respuesta y agradecimiento a los aliados, varias estaciones se renombraron, como Combat, ahora Colonel Fabien, Petits Ménage, ahora Corentin Celton, Boulevard de la Villette, actualmente Stalingrad o Champs-Élysées, actualmente Franklin D. Rooselvelt.

### Desde 1945
| Año               | Estación                            | Víctimas             |
| Colisiones        | Colisiones                          | Colisiones           |
| ----------------- | ----------------------------------- | -------------------- |
| 1963              | Porte de Versailles                 | 40 heridos           |
| 1976              | Opéra                               | 33 heridos           |
| 1981              | Nation                              | Muerte del conductor |
| descarrilamientos |                                     |                      |
| 1973              | Louis Blanc                         | 19 heridos           |
| 1996              | Charles de Gaulle - Étoile          | 2 heridos            |
| 2000              | Notre-Dame-de-Lorette               | 30 heridos           |
| Incendios         |                                     |                      |
| 2005              | Simplon                             | 19 intoxicados       |
| 2007              | Línea 13, entre Invalides y Varenne | 15 intoxicados       |

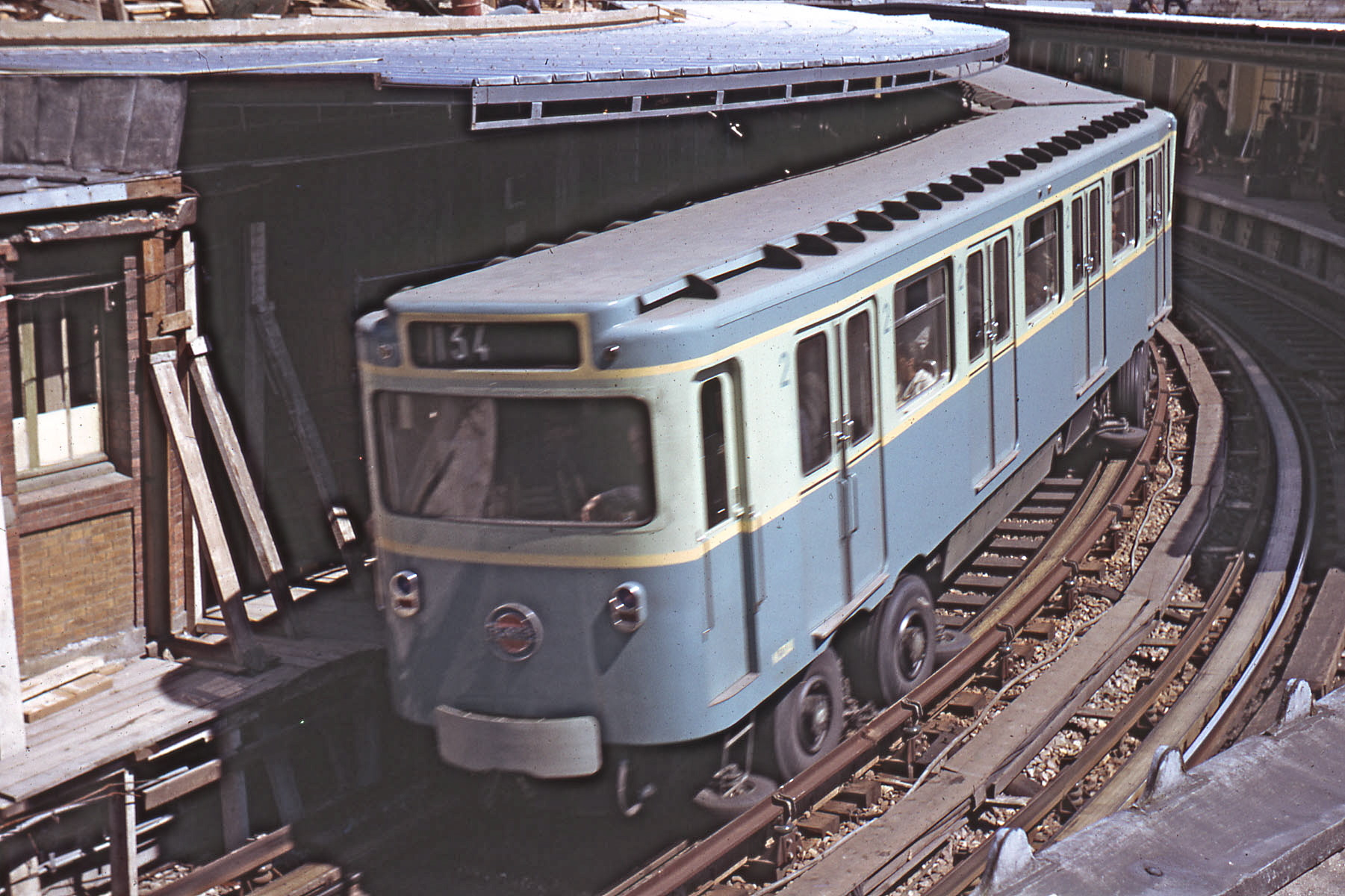
Tren MP 59 de la línea 1 en la estación Bastille.

Paralizadas durante la Francia de Vichy, las ampliaciones tampoco continuaron durante la posguerra. La principal novedad fue la creación en 1949 de la RATP, que además gestiona los tranvías, los autobuses y el Funicular de Montmartre.
Entre 1952 y 1972, el transporte privado consigue más protagonismo, haciendo que tan sólo se ampliase la 13 hacia Carrefour Pleyel. Las inversiones en este periodo se limitaron al articulado del metro y a la llegada de trenes sobre neumáticos (modelos MP 55 y MP 59) en algunas líneas, así como la sustitución parcial de la decoración de las estaciones. A partir de 1962 se inició el trabajo de la línea RER A, complementaria del metro, que permitiría relajar la presión que tenía.
Pese a haber 16 líneas, los números tan sólo llegan hasta el 14, dado que las líneas 3 bis y 7 bis fueron desconectadas de sus troncos en 1971 y 1967, respectivamente. Si bien es cierto que la línea 14 antigua desapareció en 1976, integrándose en la 13, la concentración de líneas en la ciudad es mucho mayor que en otras capitales europeas. Por ello, no se construyeron más líneas, sino que a partir de 1970, se comenzaron a ampliar las existentes:
- Línea 1 hacia La Défense (1992)
- Línea 3 hacia Gallieni (1971)
- Línea 5 hacia Bobigny–Pablo Picasso (1985)
- Línea 7 hacia Fort d'Aubervilliers (1979), Villejuif–Louis Aragon (1985) y La Courneuve–8 Mai 1945 (1987)
- Línea 8 hacia Maisons-Alfort–Stade (1970), Maisons-Alfort–Les Juillottes (1972), Créteil–L'Échat (1973) y Crétéil–Préfecture (1974)
- Línea 10 hacia Boulogne–Jean Jaurès (1980) y Boulogne–Pont de Saint-Cloud (1981)
- Línea 13 hacia Saint-Denis–Basilique (1976), Châtillon–Montrouge (1976), Gabriel Péri (1980) y Saint-Denis–Université (1988)

En 1995, varios atentados terroristas, provocaron cuatro víctimas mortales y decenas de heridos.
Referida técnicamente como Meteor (de MÉTro Est-Ouest Rapide, "metro este-oeste veloz"), el 15 de octubre de 1998 se inauguró oficialmente la nueva línea 14, que recibe el siguiente número libre. Comenzó entre las estaciones de Bibliothèque François-Mitterrand y Madeleine, aunque en 2003 se prolongó hasta Saint-Lazare. Se caracteriza por ser la primera línea del metro en ser automática, como el Metro de Lille. Además, todas sus estaciones poseen puertas de andén, indispensables para la circulación sin supervisión de los trenes. Otra característica propia es la distancia entre sus estaciones, lo que también permite que la velocidad media sea la más elevada de la red, con casi 40 km/h.
Para aumentar la capacidad de la línea 1, la más antigua y más frecuentada de la red, la RATP decidió que se transformase en una línea completamente automatizada, a similitud de la  línea 14. Por ello, en 2006, empezaron las obras de renovación de la señalización, seguidas de la transformación del término de Porte Maillot. Asimismo, se instalaron puertas de andén, como en la línea Meteor.

## La red actual
| Línea           | Recorrido                                                        | Apertura | Última ampliación | Longitud en km (en superficie) | Estaciones | Trenes | Duración del recorrido (min)         | Millones de viajeros (2023) |
| --------------- | ---------------------------------------------------------------- | -------- | ----------------- | ------------------------------ | ---------- | ------ | ------------------------------------ | --------------------------- |
|                 | La Défense ↔ Château de Vincennes                                | 1900     | 1992              | 16,6 (0,6)                     | 25         | MP 05  | 37                                   | 166                         |
|                 | Porte Dauphine ↔ Nation                                          | 1900     | 1903              | 12,4 (2,2)                     | 25         | MF 01  | 34                                   | 92                          |
|                 | Pont de Levallois ↔ Gallieni                                     | 1904     | 1971              | 11,7                           | 25         | MF 67  | 32                                   | 86                          |
|                 | Gambetta ↔ Porte des Lilas                                       | 1971     | 1971              | 1,3                            | 4          | MF 67  | 4                                    | 86                          |
|                 | Porte de Clignancourt ↔ Bagneux–Lucie Aubrac                     | 1908     | 2022              | 14,0                           | 29         | MP 89  | 35                                   | 152                         |
|                 | Bobigny–Pablo Picasso ↔ Place d'Italie                           | 1906     | 1985              | 14,6 (2,5)                     | 22         | MF 01  | 35                                   | 100                         |
|                 | Charles de Gaulle–Étoile ↔ Nation                                | 1909     | 1942              | 13,6                           | 28         | MP 73  | 34                                   | 100                         |
|                 | La Courneuve–8 Mai 1945 ↔ Villejuif–Louis Aragon / Mairie d’Ivry | 1910     | 1987              | 22,5                           | 38         | MF 77  | 46 (Villejuif) 46 (Ivry)             | 122                         |
|                 | Louis Blanc ↔ Pré-Saint-Gervais                                  | 1967     | 1967              | 3,1                            | 8          | MF 88  | 9                                    | 122                         |
|                 | Balard ↔ Pointe du Lac                                           | 1913     | 2011              | 23,4                           | 38         | MF 77  | 52                                   | 96                          |
|                 | Pont de Sèvres ↔ Mairie de Montreuil                             | 1922     | 1937              | 19,6                           | 37         | MF 01  | 51                                   | 131                         |
|                 | Boulogne–Pont de Saint-Cloud ↔ Gare d’Austerlitz                 | 1923     | 1981              | 11,7                           | 23         | MF 67  | 28                                   | 42                          |
|                 | Châtelet ↔ Rosny-Bois-Perrier                                    | 1935     | 2024              | 11,7 (0,6)                     | 19         | MP 14  | 25                                   | 40                          |
|                 | Mairie d'Aubervilliers ↔ Mairie d'Issy                           | 1910     | 2022              | 17.2                           | 31         | MF 67  | 44                                   | 83                          |
|                 | Les Courtilles / Saint-Denis–Université ↔ Châtillon–Montrouge    | 1911     | 2008              | 24,4                           | 32         | MF 77  | 36 (Les Courtilles) 39 (Saint Denis) | 110                         |
|                 | Saint-Denis Pleyel ↔ Aeropuerto de Orly                          | 1998     | 2024              | 27,8                           | 20         | MP 14  | 40                                   | 92                          |
| Total de la red | Total de la red                                                  | 1900     | 2024              | 245,6 (18,5)                   | 320        |        |                                      | 1411                        |

El Metro de París tiene 245,6 kilómetros de longitud. Posee un total de 16 líneas, prácticamente subterráneas, que dan servicio a 320 estaciones y 404 paradas (la estación Gare du Nord es una estación, pero 2 paradas).
Este metro es más denso y largo que otros metros de ciudades parecidas, cono Berlín, Londres o Madrid. Sin embargo, la red está muy densificada en el centro y apenas llega a las afueras, al contrario que en el resto de redes de capitales europeas.
En cuanto a las horas de funcionamiento, al igual que Londres y Madrid, este no está activo durante la noche, como sí lo están los de Berlín, Nueva York o Chicago.

### Líneas
El sistema del metro de París se compone de dieciséis líneas, dos de ellas llamadas líneas «bis» (3 bis y 7 bis, que son ramificaciones de las líneas 3 y 7, respectivamente).

### Estaciones
El Metro de París tiene 302 estaciones desde el 23 de marzo de 2013. Cada estación debe acoger en las mejores condiciones a los viajeros. Por ello, diversas generaciones de arquitectos han decorado estaciones de diversos estilos.
En cuanto a la zonificación del metro, 248 se encuentran en la zona 1, 35 en la zona 2 y 19 en la zona 3, aunque todas son accesibles con billetes de zona 1.
Sus primeras y más características bocas de metro, en hierro forjado y de gran impacto estético, son de estilo Art Nouveau y fueron diseñadas por Hector Guimard. Con el tiempo se han convertido en un emblema de la ciudad, y en la actualidad permanecen 86 de ellas; una fue donada al Metro de Lisboa (entrada de la estación de Picoas) a mediados de los 80, y otra más al Metro de la Ciudad de México (entrada de la estación Bellas Artes).
Al contrario que el Metro de Moscú, el Metro de París no posee grandes estaciones ni emblemas arquitectónicos reseñables. Si acaso, destacan las estaciones de Louvre-Rivoli, Cité, Cluny-La Sorbonne, Bastille, Saint-Germain-des-Prés y sobre todo la de Arts et Métiers, considerada por muchos como la más bonita de la ciudad.
Seis estaciones llevan actualmente el nombre de una mujer: Louise Michel, Boucicaut, Chardon-Lagache, Pierre et Marie Curie, Barbès-Rochechouart y Madeleine. A esta lista se sumarán Barbara y Bagneux–Lucie Aubrac cuando se construyan.
Se prevé la construcción de 72 nuevas estaciones de cara al Grand Paris Express.

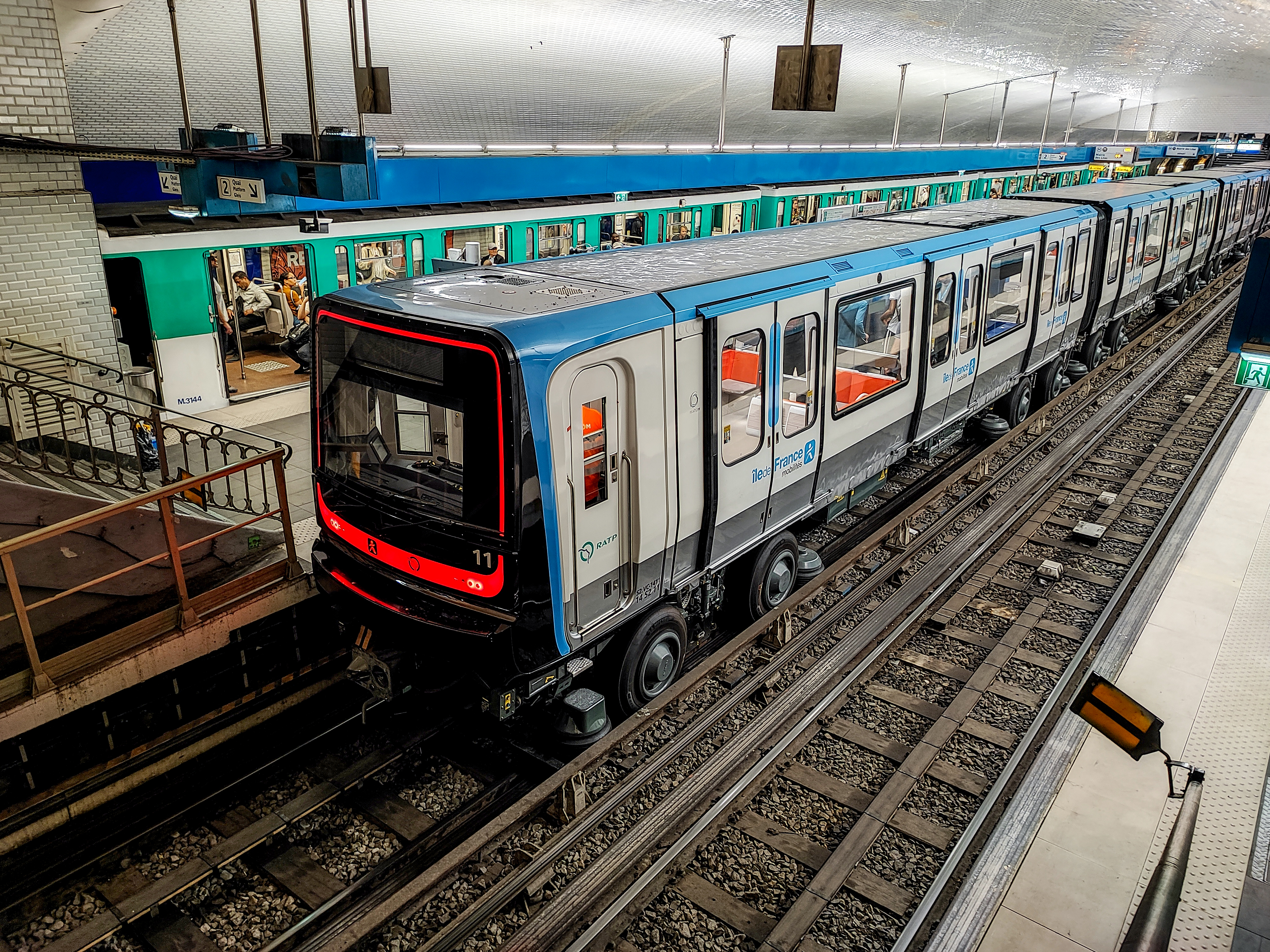
MP 14 de última generación operarán las líneas del Grand Paris Express.

La típica estación de metro parisina es subterránea y está compuesta por dos vías rodeadas por dos andenes de cuatro metros de ancho, aunque existen excepciones dada la anchura de las calles en las que se encuentran algunas estaciones. En total, alrededor de 50 de ellas no siguen la norma. Entre ellas se encuentran las antiguas estaciones de fin de línea, que tienen dos vías con un andén central (Porte Dauphine) o tres vías, dos andenes (Carrefour Pleyel) o incluso cuatro vías (Château de Vincennes). También hay estaciones de vía única. Esto se debe, o bien, a que están separadas por un muro para adaptarse mejor a las condiciones del terreno (Saint-Georges) o están situadas en bucles (Église d'Auteuil). Asimismo, hay estaciones que son simplemente únicas, como la de Cluny–La Sorbonne.
Los andenes miden 75 metros de largo, aunque se ensancharon hasta 90 en las líneas con mucho tráfico, habiendo estaciones de incluso 105 metros. La línea 14 difiere de todas ellas, con andenes de 120 metros y andenes el doble de anchos.
Estaciones fantasma
Se conoce como estaciones fantasma a aquellas que nunca entraron en funcionamiento o se inhabilitaron tras algún tiempo de operación. París cuenta con once estaciones en desuso o abandonadas, inaccesibles para los usuarios (dos de ellas ni siquiera fueron inauguradas), mientras que tres reabrieron tras pasar años sin recibir pasajeros y otras tres fueron reacondicionadas para nuevos usos.

### Operaciones de la red
La explotación del metro de París fue proporcionada por la autoridad de transportes de París (RATP), en nombre de la autoridad de tránsito de la región de Ile-de-France, el Syndicat des transportistas d'Ile-de-France (STIF) como parte de un contrato por varios años. La autoridad de transporte de París es la institución pública del Estado, que también gestiona una parte de la red RER, la red de autobuses en París y sus suburbios, y tres de las cuatro líneas de tranvía de Ile-de Francia (T1, T2 y T3). Ella se convirtió en el dueño del metro parisino (estaciones e infraestructura), mientras que la STIF se ha convertido en uno de material rodante de la red.
Cada línea comienza sus funciones en cada terminal de cada línea aproximadamente a las 5:30 a. m. y termina el día siguiente a las 1:15 (ambos horarios corresponden a la salida y llegada a la terminal del último tren de la red). El servicio se extendió hasta las 2:15 a. m. los viernes, sábados y vísperas de feriados.
Pasa un tren de media cada 2 minutos en las horas pico (1 minuto 30 para las líneas 1 y 4). Fuera del horario de mayor concentración, la frecuencia es de 4 minutos y aumenta a 8 minutos en la noche. Para algunos eventos el metro funciona toda la noche en las líneas 1, 2, 4, 6, 9 y 14, pero solo se detiene en algunas estaciones.

## Material rodante
| Modelo          | Número de trenes | Coches por tren | Asientos       | Capacidad total | Líneas         |
| Tipo neumático  | Tipo neumático   | Tipo neumático  | Tipo neumático | Tipo neumático  | Tipo neumático |
| --------------- | ---------------- | --------------- | -------------- | --------------- | -------------- |
| MP 59           | 37               | 6               | 320            | 700             |                |
| MP 59           | 24               | 4               | 212            | 464             |                |
| MP 73           | 46               | 5               | 266            | 575             |                |
| MP 89 CC        | 52               | 6               | 242            | 720             |                |
| MP 89 CA        | 21               | 6               | 216            | 722             |                |
| Tipo sobre vías |                  |                 |                |                 |                |
| MF 67           | 228              | 5               | 266            | 575             |                |
| MF 67           | 6                | 3               | 158            | 341             |                |
| MF 77           | 196              | 5               | 188            | 574             |                |
| MF 88           | 9                | 3               | 144            | 351             |                |
| MF 01           | 65               | 5               | 158            | 557             |                |

Originalmente, el material que circulaba en la red de París se basaba en gran medida en el tranvía al que reemplazaba: cajas cortas de madera, fabricación ligera y uso de ejes. En 1908, este material se sustituye por los trenes de Sprague-Thomson, cuyas características se adaptan mejor a las necesidades del metro de París, con sus cajas de metal largas, su potente motor y telecomando.
En 1997, la RATP se equipó con material de la nueva generación. Llamado MP 89 a su versión de "CC", es decir, con conductor, la línea de equipo que permite un cambio mediante la sustitución de MP 55 de la línea 11. Al año siguiente, su versión de "CA", es decir, sin conductor, se puso en marcha sobre nueva línea 14, la primera red de metro automático.
Entre 1995 y 1998, los trenes MF 67 de las líneas 3 bis y 9 líneas fueron renovadas.
En 2012, el material rodante del Metro de París se compone de una flota heterogénea de material de hierro o de accionamiento neumático con o sin conductor, que data desde 1963 hasta 2012. Las dimensiones de los trenes del Metro de París son relativamente estrechas (2,40 metros de ancho) 25,22 en comparación con otros metros (Metro Lyon: 2,90 m) con capacidades que van desde unos 600 a 700 pasajeros por tren de las líneas 1, 4 y 14, en comparación con los 2600 pasajeros de trenes de la MI 2N RER A diferencia de las redes de Nueva York y Londres, todas las líneas son del mismo calibre. Una característica específica del metro de París es rodar la rueda de cinco metros de sus líneas. Esta técnica, que está acompañado por un equipo especial en el camino ha sido desarrollado por la RATP en la década de 1950 y fue exportado en algunas redes (Montreal, Ciudad de México, Santiago). Dependiendo del número de líneas de automóviles hasta los trenes puede contar 3, 4, 5 (estándar) o 6 (líneas 1, 4 y 14) coches. El 14 de circular en trenes de 8 coches en el futuro para el que las estaciones fueron clasificadas.
Cada línea de metro tiene que parquear y mantener los trenes, varios garajes subterráneos y un almacén general, ubicado al final de la línea 2. Este último se encarga del mantenimiento periódico del equipo y en algunos casos se dedica a la revisión de un conjunto completo o componentes de algunos: el taller en los suburbios de Fontenay en Fontenay-sous-Bois, que mantiene el equipo en la línea 1 revisiones de los equipos a los neumáticos (Llamado MP 59, Llamado MP 73 y Llamado MP 89). Asimismo, el taller de Saint-Ouen ofrece revisiones del material MF 77, uno de los trenes de Choisy los trenes MF 67 y los trenes MF 88.

### Información para los viajeros
El SIEL (Sistema de Información en línea) es un conjunto de materiales destinados para informar a los viajeros. Este se indica de manera visual y sonora, el tiempo de espera antes de la próxima llegada de los dos trenes por de destino de ruta.
En el 2010, este sistema fue presentado a todas las líneas. Sobre la línea 14 (la primera en haber sido equipada), la cual se compone de pantallas catódicas dispuestos en largo andén. Sobre otras, el tiempo de espera es directamente mostrado en el panel indicando el número de la línea y el destino de andén.
Este sistema se complementa con la de ASVA (Anuncios automática acústica y visual) a bordo de los trenes y los barcos recién renovados, que anuncia sobre todo visual y sonora de la próxima estación servida.

#### Señalización para los conductores

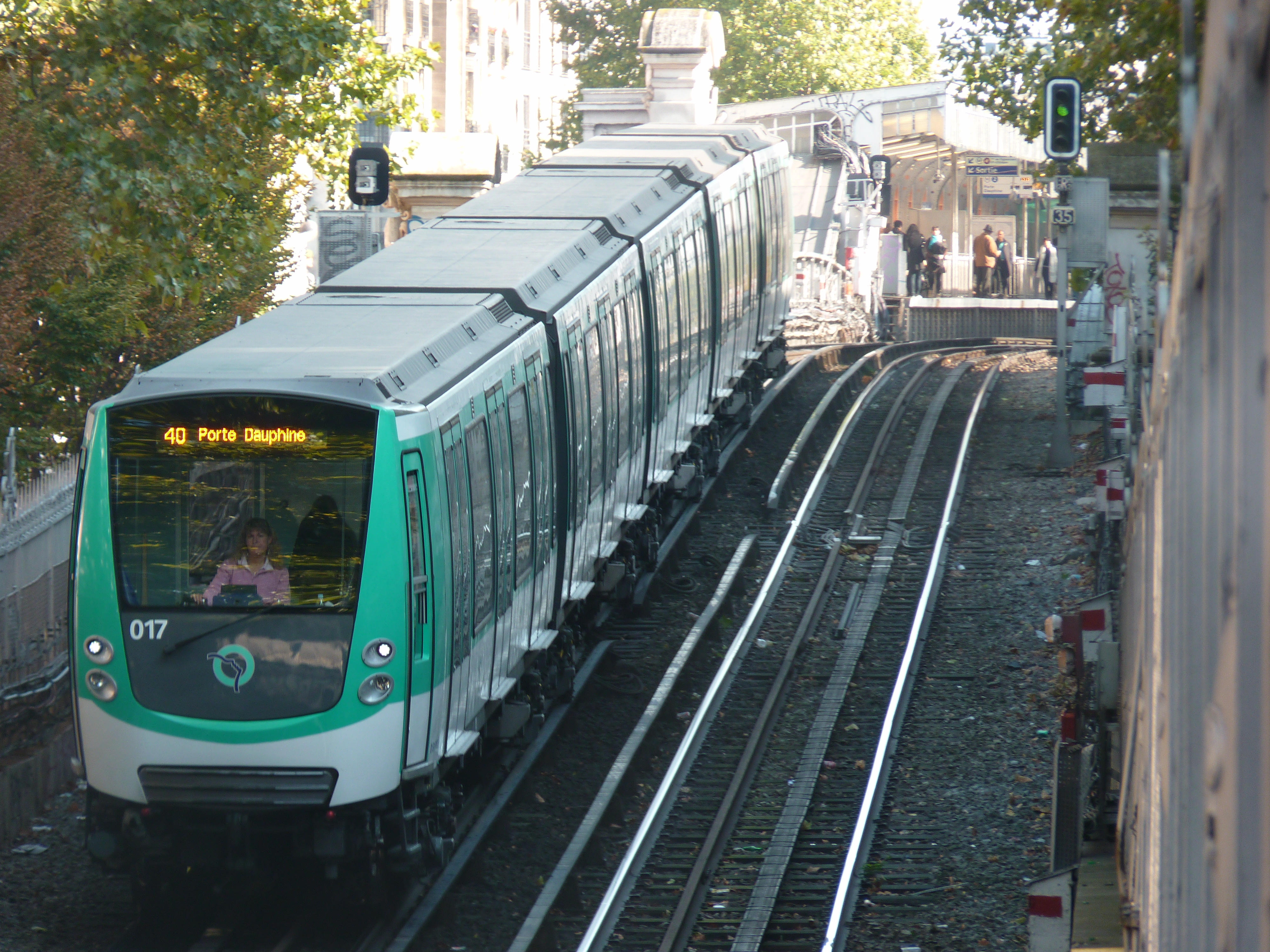
Un tren MF 01 de la Línea 2 dejando la estación Barbès - Rochechouart en dirección a Porte Dauphine, en octubre de 2010.

Cada línea está dividida en secciones relativamente cortas protegidas por semáforos que, en la conducción normal, no se deben cruzar cuando están en rojo. Se utiliza una repetición de la señal cuando la visibilidad pudiera impedir al conductor reaccionar a tiempo (a amarillo cuando el dispositivo está de acuerdo con rojo). En el caso normal, siempre hay al menos dos luces rojas entre dos trenes en secuencia (es decir que siempre hay un municipio libre entre dos remos). Sin embargo, para aumentar el rendimiento de la línea, a un tren se le permite entrar por una estación E con luz amarilla cuando el tren anterior ha publicado unas pocas decenas de metros aguas abajo del muelle y no el siguiente bloque completo; este pasaje Amarillo viene con un límite de velocidad indicada en una señal luminosa junto a la señal.
Los términos y condiciones de pista (las líneas no tienen prácticamente ninguna ramificación) y la por lo general reducida velocidad, han dado lugar a la automatización parcial de los remos de dirección. El tiempo de paso de un tren es cada 90 segundos en las rutas más transitadas.
Desde la década de 1970, los trenes circulan en modo automático como modo normal. Este es automático en todas las líneas excepto aquellas con poco tráfico (10, 3 y 7). Un ordenador situado a bordo del tren determina su avance a través de la información proporcionada por un cable eléctrico situado en la pista, y controla el frenado o la aceleración del tren en la base del límite de velocidad y de señalización (la parada en la estación está en modo automático con un error en la posición de parada de menos de 50 cm).

#### Precios y financiación
El precio de los viajes en la región de París se basa en cinco zonas concéntricas. El metro se considera plenamente incluido en las zonas 1 y 2.  Las tarifas planas que permiten viajes ilimitados en toda la red de metro, autobús y RER (París solo para los precios de estos últimos) son el ticket Mobilis y el Navego (semanal, mensual o anual).
Hay diferentes ofertas para los turistas como la Visita a París, "Open Tour”... la combinación de transporte, entradas a museos. Las personas mayores, familias numerosas y algunos de los beneficiarios sociales reciben un arancel reducido. La renta mínima de inserción (RMI) y la ayuda médica del Estado (EMA) viajan gratis en los transportes públicos en Ile-de-Francia.
En 2012, la financiación de operaciones de red (mantenimiento, equipamiento y gastos de personal) es proporcionado por la RATP. Sin embargo, los precios de los billetes y abonos cuyo importe está limitado por la decisión política no cubre el coste real de transporte. El déficit se compensa por la autoridad organizadora presidida por el Presidente del Consejo Regional de Ile-de-France y compuesto por representantes locales. En él se definen las condiciones generales de funcionamiento y la duración y frecuencia de los servicios.

#### Tráfico
| N.º                        | Estación                         | Pasajeros                  | Líneas                     |
| Mayor cantidad de usuarios | Mayor cantidad de usuarios       | Mayor cantidad de usuarios | Mayor cantidad de usuarios |
| -------------------------- | -------------------------------- | -------------------------- | -------------------------- |
| 1                          | Gare du Nord                     | 51 141 374                 |                            |
| 2                          | Saint-Lazare                     | 46 923 920                 |                            |
| 3                          | Gare de Lyon                     | 36 512 570                 |                            |
| 4                          | Montparnasse - Bienvenüe         | 29 857 740                 |                            |
| 5                          | Gare de l'Est                    | 22 443 106                 |                            |
| 6                          | Bibliothèque François Mitterrand | 19 754 334                 |                            |
| 7                          | République                       | 16 596 521                 |                            |
| 8                          | La Défense                       | 16 213 921                 |                            |
| 9                          | Les Halles                       | 16 069 170                 |                            |
| 10                         | Bastille                         | 13 151 192                 |                            |
| Menor cantidad de usuarios |                                  |                            |                            |
| 303                        | Église d'Auteuil                 | 169 939                    |                            |
| 302                        | Pelleport                        | 329 597                    |                            |
| 301                        | Pré Saint-Gervais                | 386 948                    |                            |
| 300                        | Buttes Chaumont                  | 545 750                    |                            |
| 299                        | Bolivar                          | 546 780                    |                            |
| 298                        | Danube                           | 547 896                    |                            |
| 297                        | Porte d'Auteuil                  | 622 094                    |                            |
| 296                        | Chardon‑Lagache                  | 692 665                    |                            |
| 295                        | Saint-Fargeau                    | 716 699                    |                            |
| 294                        | Falguière                        | 881 763                    |                            |

En 2016, el metro transportó a unos 1518,57 millones de pasajeros, lo que equivale a unos 4,16 millones de viajes diarios. En el período 2006-2011 hubo un aumento del 1,35 % en la cantidad de pasajeros por año, mientras que entre 2000 y 2006 había crecido un 2,26 %.

##### Utilización del metro
De los 25 millones de viajes mecanizados diarios que realizan los habitantes de la región de París, el metro, con sus 4,5 millones de pasajeros al día tiene una cuota modal del 18 % por delante del autobús (16 %), seguido por el RER y Transición (juntos 15 %).
Sin embargo, para los 2 millones de personas en la propiamente dicha ciudad de París, el metro, alentado en esto por la congestión del tráfico en la zona de la ciudad de París, juega un papel aún más importante, con una participación modal de casi el 50 % (1,5 millones de viajes, incluyendo las líneas de RER) de los movimientos en la ciudad de París a los vehículos privados (26 %) y autobuses (17 %).

## Proyectos
| Antes de 2030 |
| --- |
| Mairie de Montrouge → Bagneux–Lucie Aubrac Mairie des Lilas → Rosny–Bois-Perrier Front Populaire → Mairie d'Aubervilliers Saint–Lazare → Mairie de Saint-Ouen Château de Vincennes → Val de Fontenay Place d'Italie → Place de Rungis La Courneuve-8 Mai 1945 → Le Bourget–RER Mairie de Montreuil → Montreuil–Murs-à-Pêches o Montreuil–Hôpital Gare d'Austerlitz → Ivry–Gambetta y entre Boulogne–Pont de Saint-Cloud y Gare de Saint-Cloud Rosny–Bois-Perrier → Noisy–Champs Mairie d'Issy → Carrefour de la Ferme Mairie de Saint-Ouen → Saint-Denis–Pleyel y entre Olympiades y Aéroport d'Orly |
| Sin plazo |
| La Défense → Nanterre–La Folie Porte de Clignancourt → Docks de Saint-Ouen Bobigny–Pablo Picasso → Mairie de Drancy Ivry–Gambetta → Vitry-sur-Seine Mairie d'Aubervilliers → La Courneuve–Six Routes Saint-Denis–Université → Stains-La Cerisaie y Les Courtilles → Argenteuil Aéroport d'Orly → Morangis |

### Renovación de los trenes y automatización de la conducción
Desde 2008, la RATP viene renovando los trenes de las distintas líneas. Para sustituir los trenes MF 67  de las líneas 2, 5 y 9, Alstom y Bombardier están fabricando los nuevos trenes MF 01. Disponen de conductor, así como de ventilación refrigerada, que no aire acondicionado o menos asientos pero más grandes (dispuestos en 2+1). La RATP renueva constantemente su material rodante, con la entrega de los trenes de MF 01, el 2, 5 y 9 antes de sustituir los trenes de MF 67 y MP 05 por trenes de otra línea al permitir que un reemplazo de cambio del MP 59 de la línea 4 por el MP 89 CC. La RATP se considera la sustitución de los MP 73, trenes que circulan por las líneas 6 y 11 y los últimos trenes MF 67, mientras que todavía está presente en las líneas 3, 10 y 12.
Dada la creación de la línea 14, automática desde sus inicios, y la posterior automatización de la línea 1, la RATP contempla la automatización de otras líneas para mejorar la fluidez y la capacidad del sistema. Por ejemplo, está previsto que el último tren con conductor abandone la línea 4 en 2022.
Por su parte, esta previsto que en 2027 la línea 13 —la línea con más pasajeros de la red— deberá sustituir todos sus trenes, circunstancia que la convertirían en favorable para su automatización. Otra línea candidata es la línea 11. Dado que se va a prolongar hasta Noisy–Champs antes de 2030, se podría prever su automatización dentro del proyecto del Grand Paris Express.

## El metro de París en la cultura
En numerosas películas el metro de París ha sido un tema importante, como en Las Puertas de la Noche (dirigida por Marcel Carné, de 1946), Zazie en el metro (Louis Malle, 1960), Robo en el metro (Alex Joffé, 1965), Le samuraï (Jean-Pierre Melville, 1967), El miedo de la ciudad (Henri Verneuil, 1975), El amigo americano (Wim Wenders, 1977), El último metro (François Truffaut, 1980), Subway (Luc Besson, 1985), Mauvais sang (Leos Carax, 1986), Amélie (Jean-Pierre Jeunet, 2001), y Paris, je t'aime (2006), entre otras.
En la literatura, el metro es mencionado en libros como en Todo ese tiempo de Henri Calet, el Diario íntimo de Franz Kafka. También mencionan el metro autores como Louis Aragon, Jean Cocteau, Jacques Prévert, Claude Roy, Robert Desnos, Léon-Paul Fargue y Marcel Allain, entre otros.
Por otra parte, el metro ha sido tema de canciones como La Poinçonneur Lila de Serge Gainsbourg, metro de Léo Ferré, metro de Yves Montand, hay la alegría de Charles Trenet, El metro de París de Édith Piaf, Madeleine de Bercy Pierre Perret, Es demasiado Metro del Grupo Telephone entre otras.
La numismática también ha homenajeado al metro de París mediante la edición de unas cuantas medallas, entre ellas:
- Un homenaje a los constructores en 1912;
- El quincuagésimo aniversario del metro en 1950;
- Un homenaje a Fulgence Bienvenüe;
- Premios del antiguo departamento de Seine.

### La música en el metro
Los músicos del metro de París constituyen una antigua tradición que ha permitido a varios músicos y cantantes dar sus primeros pasos hacia la fama. Algunos ejemplos son: Alain Souchon, Manu Dibango, Jacques Higelin, Kunda Touré, Dany Brillant, Ben Harper, Lââm, Anis y William Baldé.
Sin embargo, a partir de 1997, con la creación de Espace métro accords (EMA) por parte de la RATP, esta actividad no es regulada de manera oficial. Así, para evitar molestias a los viajeros, los músicos que deseen trabajar en el metro deben presentar una audición ante un jurado del EMA. Si son aceptados, los músicos reciben la tarjeta de EMA que deben portar sobre sí y se les prohíbe interpretar en las plataformas y en los trenes. En contrapartida por este servicio, EMA ofrece a los músicos más populares la edición de discos en recopilaciones y la producción en escenarios de Isla de Francia.

### El conejo del metro parisino
El conejo del metro de París (en francés: Lapin du métro parisien), también conocido como Serge el Conejo, es un personaje ficticio que ha sido utilizado como mascota por el Grupo RATP desde la década de 1970 para promover la seguridad de los niños en el metro de París. El conejo aparece en pegatinas que advierten a los pasajeros de que no deben meter los dedos en las puertas cuando se cierran, acompañadas de mensajes en diferentes idiomas, además del francés. Su diseño ha cambiado con el tiempo.